# Église Notre-Dame de Saint-Calais
L’église Notre-Dame de Saint-Calais date des XVe et XVIe siècles.  L'église a été classée par liste au titre des monuments historiques en 1840.

## Histoire
L'église paroissiale Notre-Dame ne semble pas avoir existé avant le XIIIe siècle. Auparavant, c'est l'église abbatiale de l'abbaye de Saint-Calais fondée sous Childebert Ier, dans la première moitié du VIe siècle, qui servait d'église paroissiale. La plus ancienne mention de l'abbaye se trouve dans Grégoire de Tours qui a écrit qu'en 576, Childebert irrité par son fils Mérovée, l'a fait ordonné prêtre et l'a envoyé au monastère du Maine qu'on appelle Anninsola. On trouve dans les recueils des vies de saints celle des premiers abbés du monastère d’Anisola, saint Calais et saint Siviard. Un acte forgé au IXe siècle prétend que Chilebert Ier a fait la donation de la terre à saint Calais en 515.

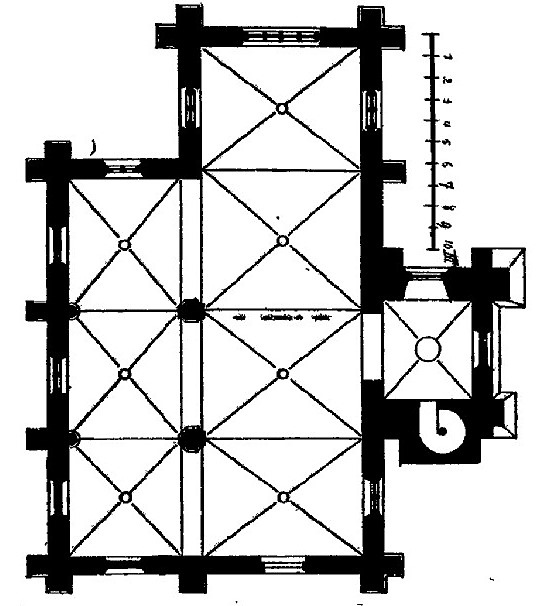
L'église Notre-Dame en 1520

La première église paroissiale est modeste et construite en bois. Son curé est à la nomination de l'abbé.
La construction de l'église actuelle est commencée à la fin du XVe siècle avec le chœur et les deux dernières travées de la nef qui sont des ouvrages de style gothique avec une voûte faite ogives triangulaires avec des clés simples, sans ornementation retombant sur des piles octogonales.
En 1518, le pignon est du chevet est refait en partie en agrandissant la fenêtre. C'est à cette époque qu'ont été construites les trois premières travées du bas-côté nord, terminées en 1520. Trois travées sont ajoutées à la nef suivies du collatéral sud. La façade est commencée en 1522. Les sculpteurs gravent la date de 1540 à la base du pignon, et 1549 au sommet. Le portail de la nef centrale est encore clos par les portes primitives en bois. Elles sont sculptées de quatre scènes de la vie de la Vierge. Une guirlande de houx encadrant des cornes d'abondance court autour du panneau du plein cintre. On y voit les initiales M. G. L. H. qui peuvent être attribuées à un artisan menuisier nommé maître Guillaume Le Houx. Il est peut-être l'auteur du banc d'œuvre placé en face de la chaire où siégeaient les fabriciens mais supprimé au XIXe siècle.
Une sacristie a été ajoutée en 1592 au nord du chœur dans le prolongement du collatéral.
En 1615, en haut du pignon a été percé un oculus, cercle inscrit dans un carré, dans lequel on a placé une horloge réalisée par le maître horloger du Mans Guillaume Pelard. Elle a été probablement modifiée en 1769.

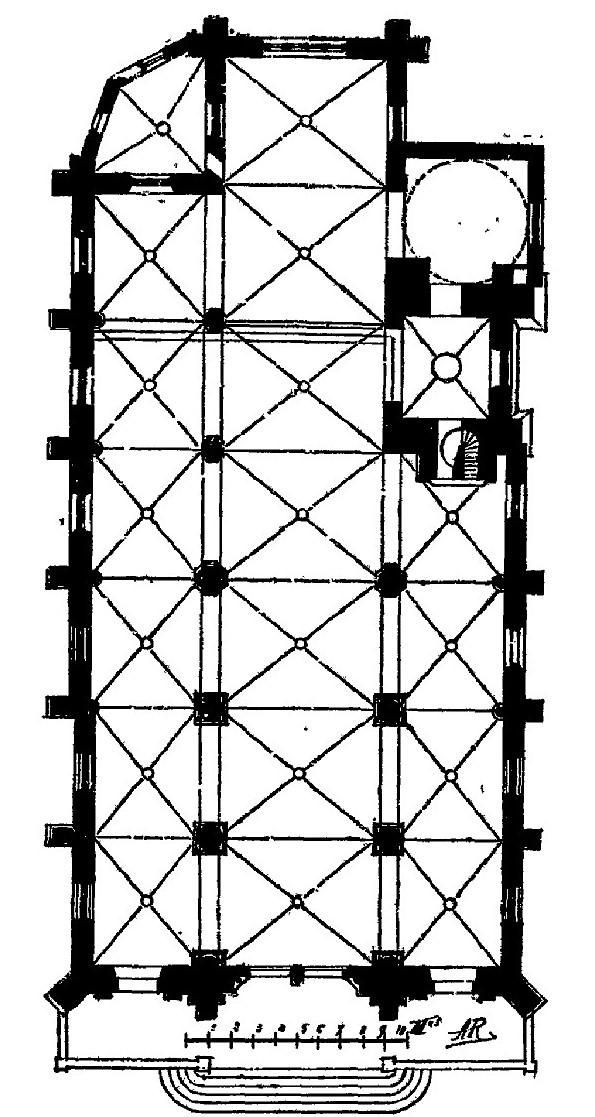
L'église Notre-Dame au XVIIe siècle

Le clocher a été élevé au droit de la cinquième travée du bas-côté sud et appartient à la première campagne de construction de l'église. Elle renfermait la chapelle dite de la sonnerie qui avait été ornée de peintures au XVe siècle représentant l'Annonciation. Cette chapelle communique par une porte avec la chapelle Notre-Dame-du-Rosaire construite vers 1612, à l'initiative du curé, frère Jean Girard, au sud de la seconde travée de la nef. Cette chapelle a été terminée après la mort du curé, aux frais des paroissiens, par le maître maçon de Saint-Calais, Gervais Billot. Elle est établie sur un carré de 5,80 m de côté et voûtée par une sorte de coupole surbaissée.
La construction du clocher est reprise au milieu du XVIe siècle mais a été arrêtée pendant les guerres de religion au cours desquelles l'abbaye de Saint-Calais a été incendiée en 1562. La construction est reprise en 1619 et terminée en 1623 date à laquelle on verse aux maîtres maçons demeurant à Saint-Calais, Pierre Mousseron et Gilles Dorléans, la somme de 174 livres et 25 sols « pour avoir parachevé la tour ». L'étage octogonal et la flèche ont dû être reconstruits en 1667, puis de nouveau au XVIIIe siècle et en 1893. La base du clocher a été refaite en 1889.
Pendant la Révolution, les objets formant le trésor de l'église sont détruits ou confisqués, mais l'église n'a pas eu à souffrir de dégradations. Après le concordat de 1801, l'église est mise à la disposition du clergé paroissial. L'intérieur de l'église a été badigeonnée.
La façade construite en tuffeau est restaurée en 1841. Prosper Mérimée refus une aide dix ans plus tard. Des travaux de restauration ont été effectués en 1880, en 1891, 1893, 1919 et 1922. Une restauration de quatre années de l'église pour un coût de 2,2 millions d'euros s'est terminée par son inauguration le 29 février 2020.

## Protection
L'église a été classée au titre des monuments historiques par la liste de 1840.

## Description
L'église comprend une nef de cinq travées et un chœur de deux travées sans fenêtres latérales terminé par un chevet plat. Des bas-côtés accostent la nef et la première travée du chœur. 
Les trois premières travées de la nef et des collatéraux construites après 1518 sont de style gothique. Les voûtes d'ogives sont à liernes avec clefs pendantes retombant sur des piles rondes couronnées de chapiteaux de style ionique. Les éléments décoratifs reprennent des éléments italiens.
Principales dimensions :
Longueur totale : 41,50 m,
largeur des trois nefs : 18,50 m,
largeur de la nef centrale : 7 m,
largeur des bas-côtés : 5 m,
hauteur sous voûte de la nef centrale: 14 m,
hauteur des bas-côtés : 10,50 m,
largeur de la fenêtre du chevet : 3,20 m,
hauteur de la fenêtre du chevet : 6,20 m.
La façade est de style Renaissance.

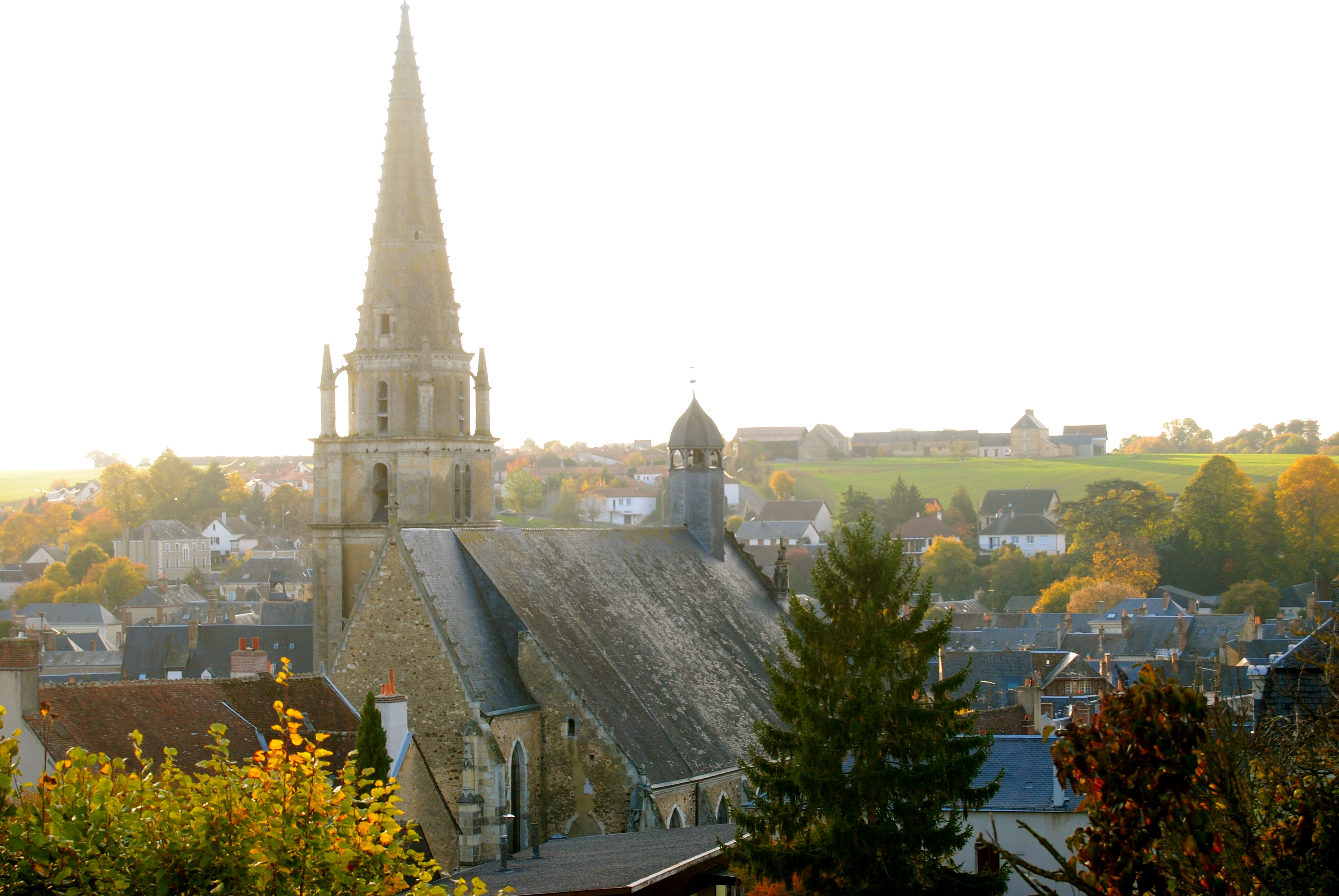
Vue depuis la colline
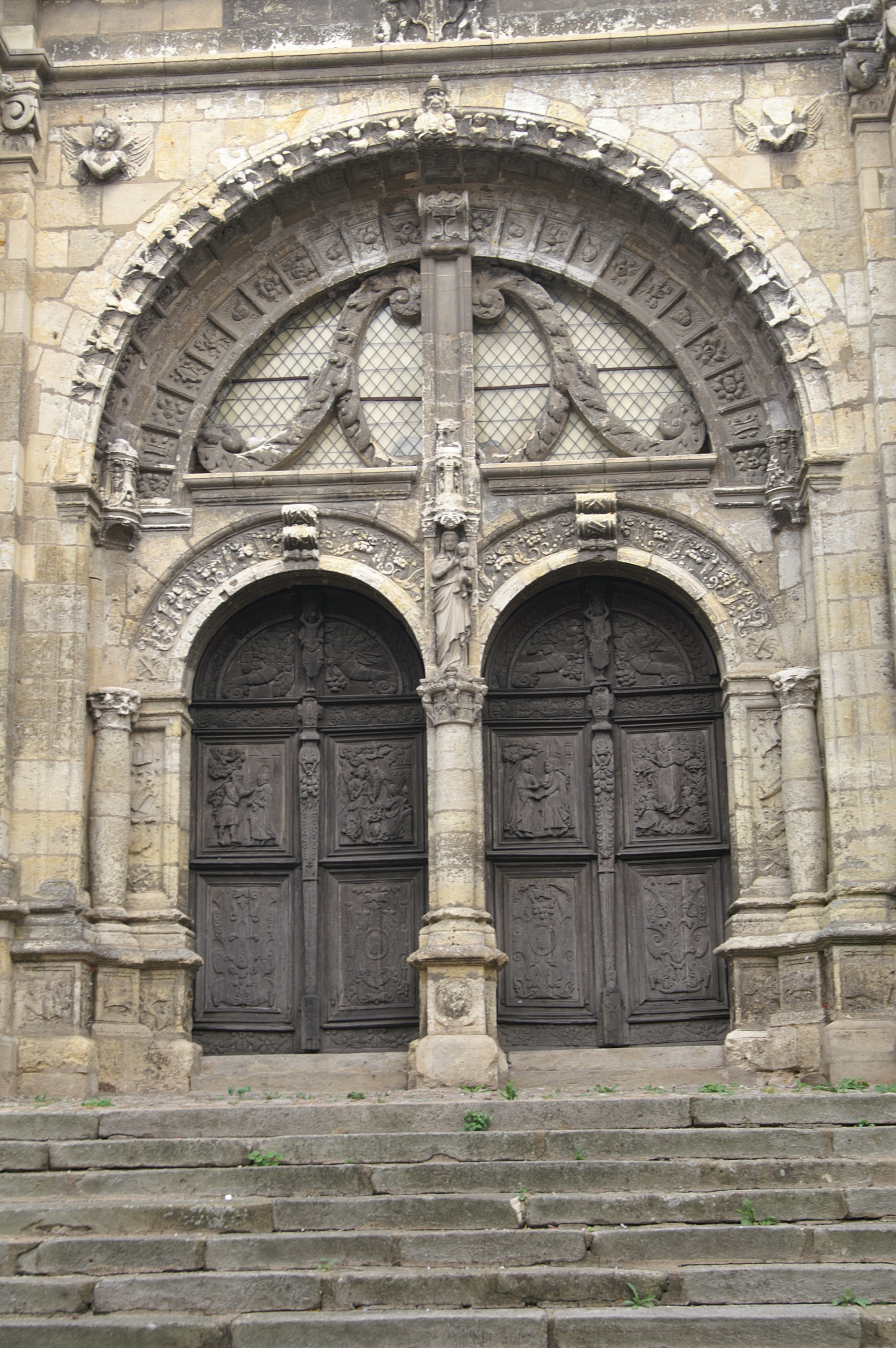
Le portail central
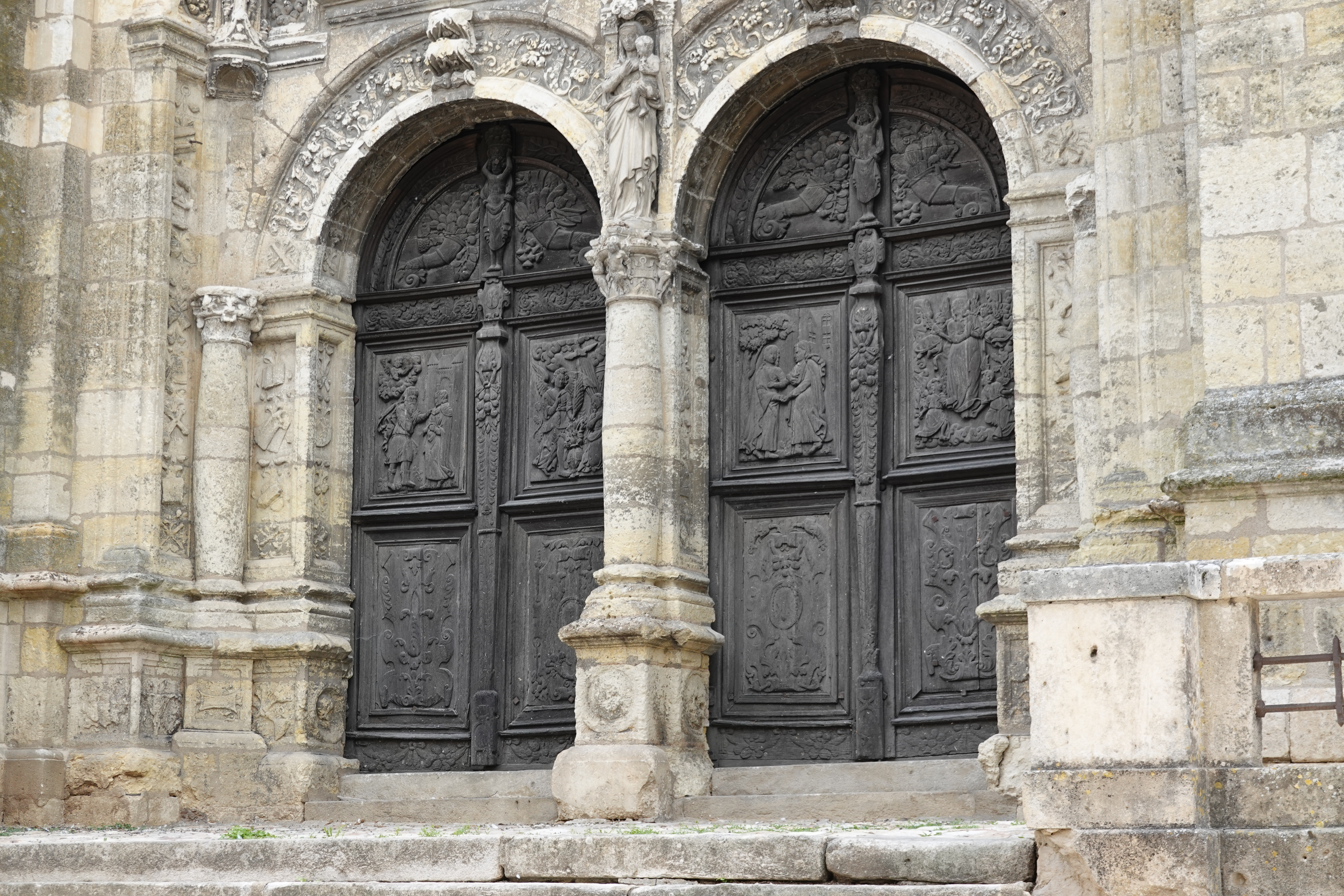
Portes sculptées du portail central
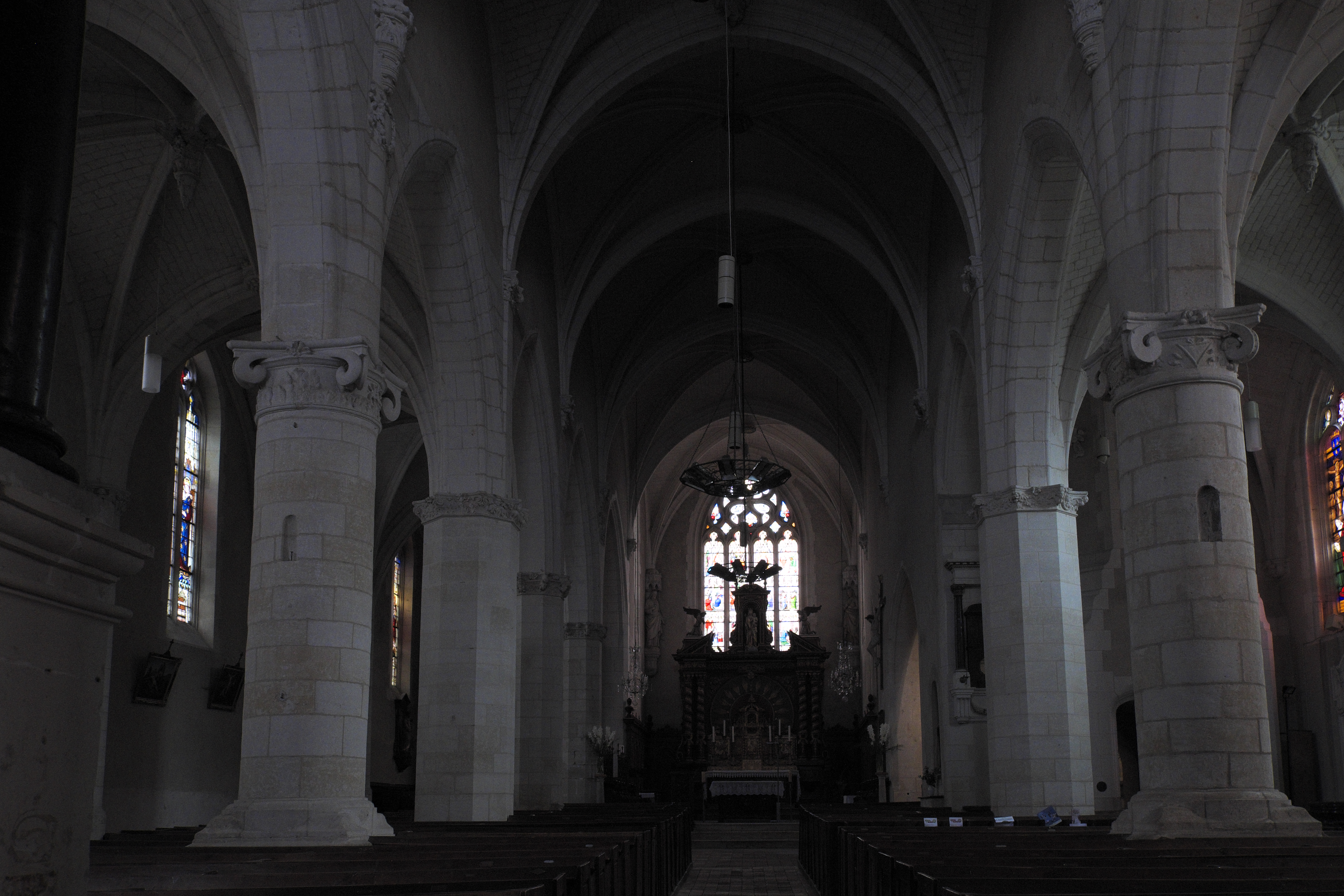
Nefs de l'église vers le chœur
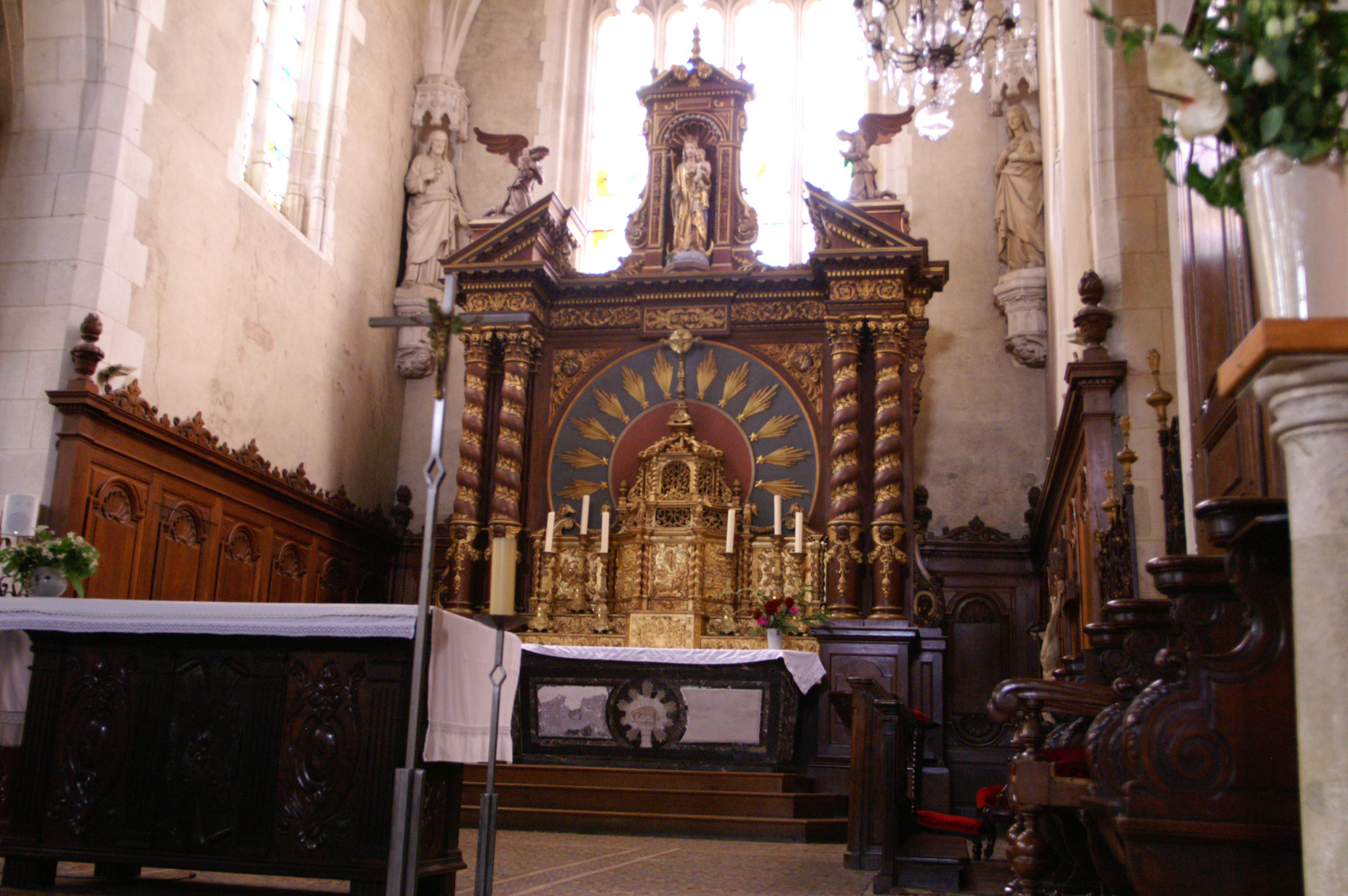
Le chœur avec le maître-autel

## Orgue

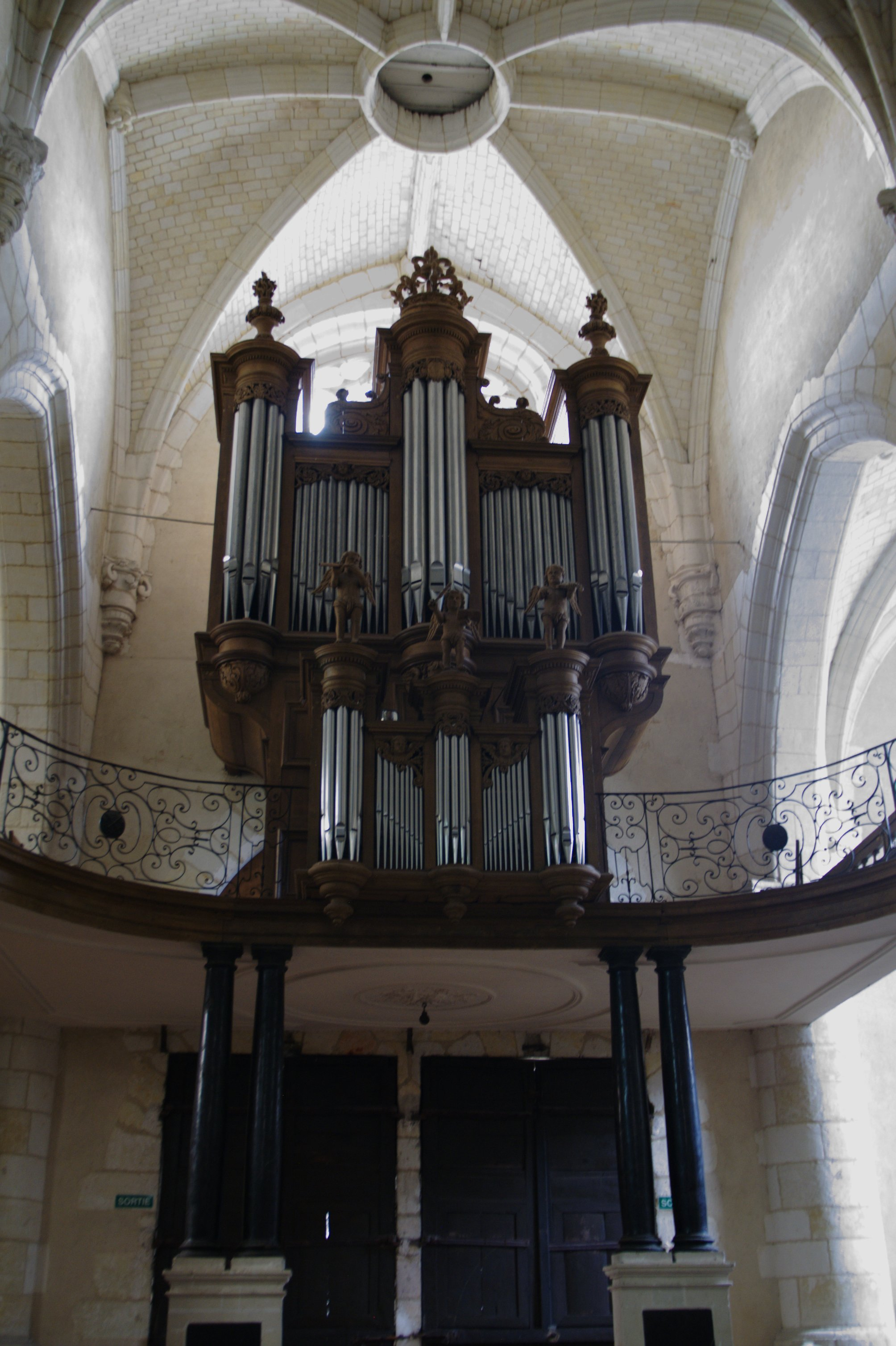
L'orgue

L'orgue est classé monument historique à titre d'objet. Le buffet a été construit au XVIIe siècle et a été classé par arrêté du 14 décembre 1971. La partie instrumentale date de 1845 et a été réalisée par la maison Daublaine Callinet ; elle a été classée par arrêté du 8 février 1973.

## Vitraux
Le vitrail représentant l'archevêque Louis Dubois présenté par Louis IX dessiné par Henri-Marcel Magne.
D'autres vitraux sont signés Hucher, probablement Ferdinand Hucher, fils d'Eugène Hucher, réalisés en 1894.

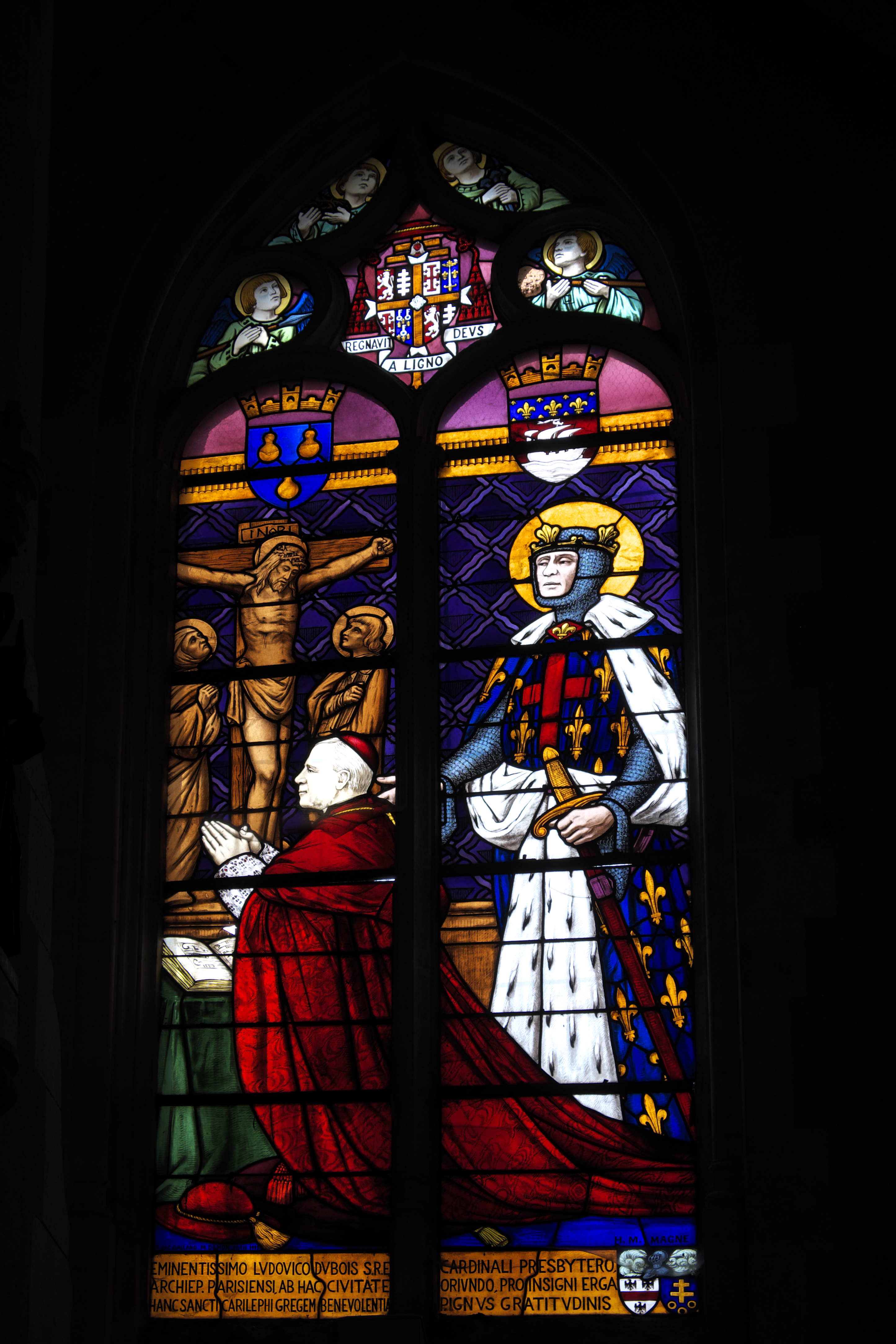
Vitrail représentant le cardinal Dubois présenté par saint Louis, carton de Henri-Marcel Magne
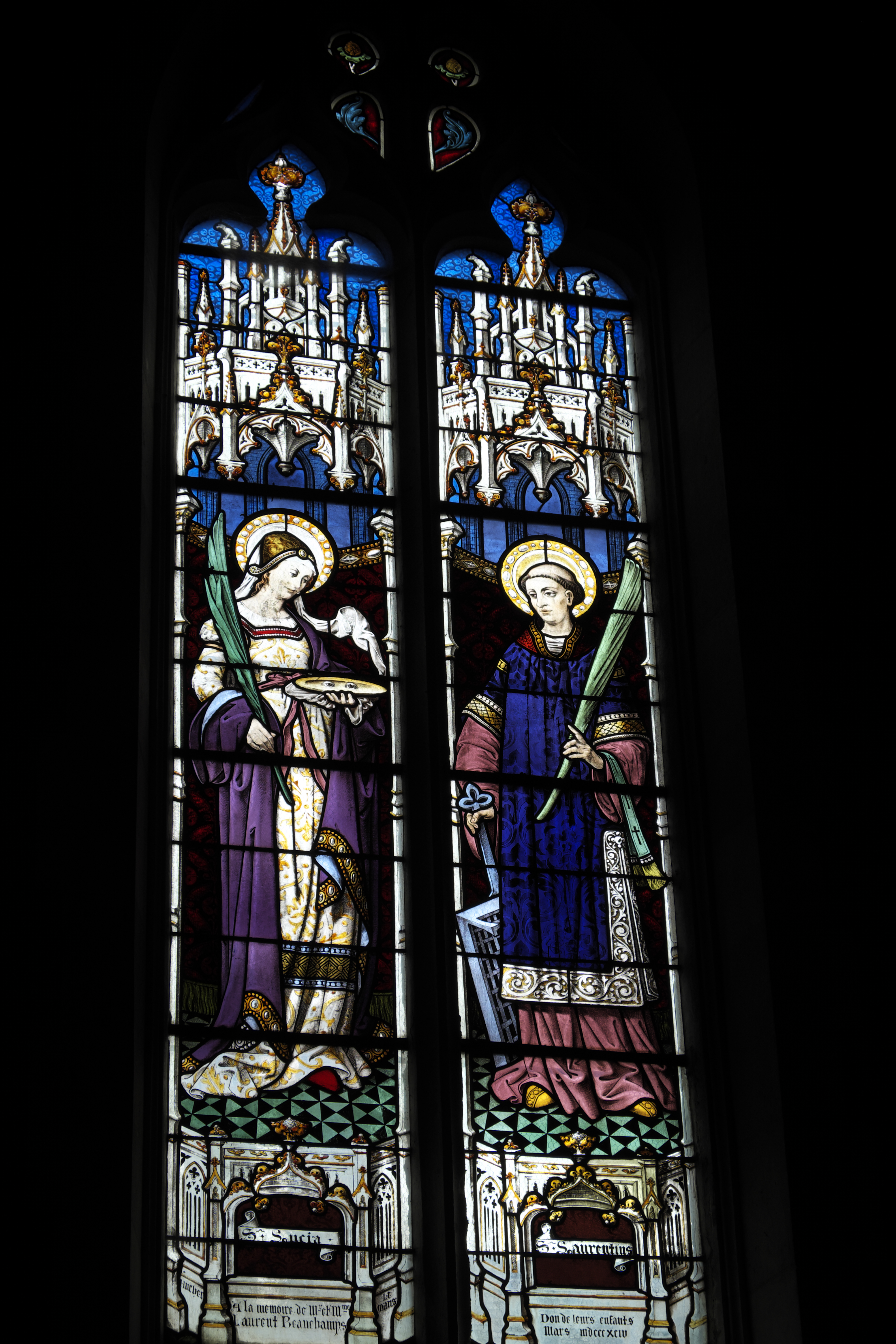
Vitrail représentant sainte Lucie et saint Laurent signé Hucher, 1894
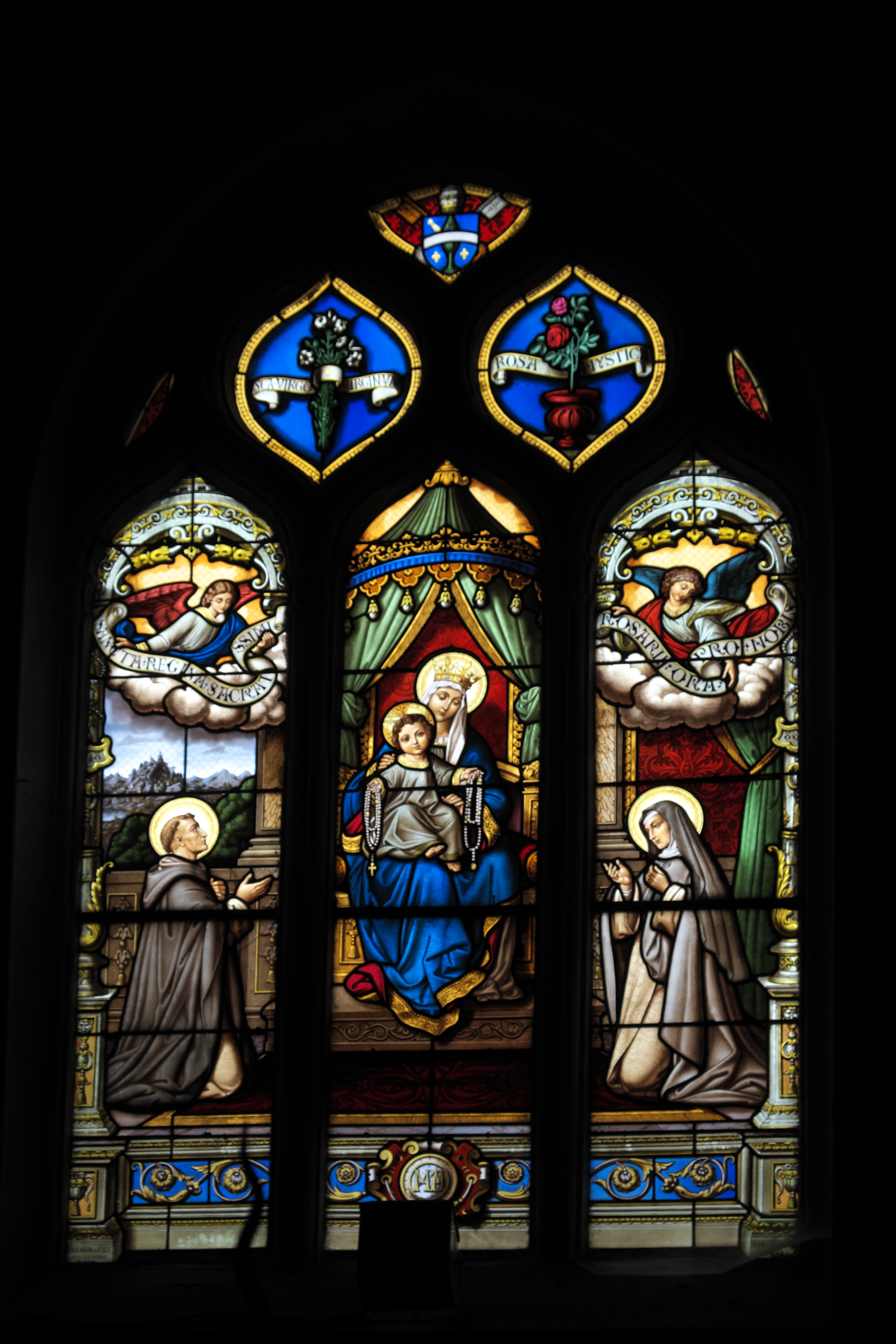
Vitrail de la chapelle du Rosaire représentant la Vierge et l'Enfant Jésus remettant le chapelet du rosaire à saint Dominique et sainte Catherine de Sienne, signé Hucher et fils, Fabrique du Carmel

## Suaire de Saint-Calais
Le suaire de Saint-Calais un tissu représentant une scène persane de l'époque sassanide, entre 226 et 630. Le motif central représente l'arbre de vie, un palmier dont les feuilles sont dentelées, avec des scènes de chasse. Le fond du tissu est bleu foncé, le dessin est ocre jaune. Il est possible que ce tissu soit arrivé en France à la suite de l'ambassade du comte Rodbertus, beau-frère de Charlemagne, auprès de Hâroun ar-Rachîd, qui dura de 802 à 806, et reçu par l'évêque du Mans, Francon I (794-816), qui était en relation avec la Cour impériale.
Ce tissu enveloppait depuis 1171 les reliques de saint Calais et de saint Besorius comme le montre le procès-verbal rédigé le 21 septembre 1653 par l'évêque de Chartres. Ces reliques sont alors conservées dans la chapelle du château de Blois. Les reliques de saint Calais, saint Besorius, saint Lucius et saint Barachisius ont été placées dans la châsse de saint Calais transportée en 1792 à l'église de Saint-Calais. Dans la reconnaissance des reliques de saint Lucius et saint Barachisius, en 1653, aucun tissu n'est mentionné alors qu'il est trouvé dans après l'ouverture de la châsse en 1947. On peut supposer que le tissu recouvrant les reliques de saint Calais et saint Besorius a été découpé en quatre morceaux pour être placé dans les quatre sacs où ont été placées les reliques des saints.